# 王晓德
王晓德 (1956年2月—)，山西乡宁人，中华人民共和国教育部长江学者特聘教授，福建师范大学教授，主要从事美洲史研究。

## 生平
王晓德先后毕业于山西师范大学、湖北大学和南开大学，曾在南开大学任教。

## 社会兼职
- 中国拉丁美洲史研究会理事长
- 中国拉丁美洲学会会长